# 존 시나
존 시나(영어: John Cena, 본명: 존 필릭스 앤서니 시나(John Felix Anthony Cena), 1977년 4월 23일~)는 미국의 프로레슬러, 배우이다. 그는 1999년 프로레슬링에 입문했다. PG 시대의 아이콘으로, 역대 최다인 통산 17회 챔피언에 오른 그는 역대 최고의 프로레슬러 중 한 명으로 널리 여겨진다.
유행어로는 넌 날 볼 수 없지(You Can't See Me)가 있다. 피니쉬는 AA(FU)/애티튜드 어드저스트먼트(닐링 파이어맨즈 캐리 슬램), 애티튜드 어택(리버스 에스티오), 애티튜드 버스터(브레인버스터), 애티튜드 크랩(보스턴 크랩), 애티튜드 킥(점핑 빅 붓), 프론트 페이스락 커터, 라이트링 피스트(런닝 위스트 스매쉬), 에스티에프, 스핀 아웃 파워밤, 샤프슈터로 사용을 하게 된다. 최근에는 AA/애티튜드 어드저스트먼트, 에스티에프, 스핀 아웃 파워밤 등으로 시전한다.
AA(FU)를 만든 이유는 당시 괴물 레슬러로 불리던 브록 레스너의 F5에 대비하기 위해서였다. 그리고 2003년 10월 19일 ~ 2025년 3월 1일까지 선역을 활동을 하다가 갑자기... WWE 일리네이션 체임버 2025에서 코디에게 로우 블로우를 날리면서 공격을 하면서 오렌만에 악역으로 탄생을 한다. 무려 21년 5개월만에 악역으로 탄생을 한다. 더 락, 트래비스 스캇하고 같이 때리면서 악역으로 변했다. 그러나 WWE 썸머슬램 2025에서 5개월만에 선역으로 돌아온다. 그러나 브록 레스너에게 F5로 맞게 되었다!! 큰일났다!! 

## 신체 사항
- 키: 186cm (6 ft 1 in)
- 몸무게: 111kg (244 lb)
- 혈액형: B형

## 출연 작품
- 12 라운드
- 페르디난드
- 더 월
- 대디스 홈2
- 서핑 업 2: 웨이브 마니아
- 블로커스
- 범블비 - 잭 번스 요원 역
- 닥터 두리틀 - 요시 역 (목소리)
- 분노의 질주: 더 얼티메이트 - 제이컵 토레토 역
- 분노의 질주: 라이드 오어 다이 - 제이컵 토레토 역
- 더 수어사이드 스쿼드 - 크리스토퍼 스미스 / 피스메이커 역
- 피스메이커 - 크리스토퍼 스미스 / 피스메이커 역
- 닌자터틀: 뮤턴트 대소동 - 록스테디 역
- 히든 스트라이크 - 크리스 역
- 아가일 - 와이엇 역
- 잭팟! - 노엘 역
- 국가 원수 - 윌 데링어 역
- 매치박스 - 션 역
- 브롤스타즈 - 존 시나 챌린지 (2024년 8월) - 브롤스타즈에 깜짝 출연했다.

## Professional wrestling highlights
- Finishing moves
  - Attitude Attack (Reverse STO) - 2003-2018
  - Attitude Buster (WWE/OVW) (Brainbuster) - 2001-2003
  - Attitude Crab (WWE/OVW) (Boston crab) - 2001-2003
  - Attitude Kick (Jumping big boot) - 2001-2003
  - FU / AA / Attitude Adjustment / Thuganomics (Kneeling fireman's carry slam), sometimes from an elevated position - 2003-present
  - Front facelock cutter - 2003-present
  - Lightning Fist (Running wrist smash) - 2018-present
  - Sharpshooter - 2003-2005
  - Spin-out powwrbomb - 2001-2003
  - STF - 2005-present
- Signature moves
  - Body avalanche
  - Cenacanrana (Hurricanrana)
  - Diving leg drop bulldog - 2005-present
  - Five Knuckle Shuffle (Running delayed fist drop with teasing), sometimes from an elevated position - 2003-present
  - Front flip piledriver
  - Elbow smash
  - Emerald Flowsion (Sitout powerslam) - 2007-present
  - Leaping shoulder block
  - Lou thesz press multiple punch - 2001-2003
  - Multiple lariat variations
    - Jumping
    - Multiple
    - Running

  - Multiple suplex variations
    - Delayed vertical
    - Full nelson
    - Overhead leg hook belly to back
    - Super

  - Oklahoma roll
  - Running DDT
  - Running one-handed bulldog
  - Sitout hip toss
  - Sitout powerbomb
  - Spinebuster - 2001-2005
  - Springboard stunner - 2015-present
  - Sunset flip powerbomb - 2015-present
  - Steel chain shot - 2001-2003
  - Throwback (Running neck snap) 2002-2011
- Nicknames
  - "The Cenation Leader" / "The Leader of the Cenation" - since 2008
  - "The Chain Gang Soldier" - until 2008
  - "The Champ"
  - "The Doctor of Thuganomics" - 2002-2004
  - "The Face of WWE"
  - "The Face that Runs the Place"
  - "Mr. Money in the Bank" - 2012
- Entrance themes
  - "Slam Smack" by R. Hardy (from 27 June 2002 - 7 November 2002)
  - "Insert Bass Here" by DJ Case (November 14, 2002 - February 13, 2003)
  - "Basic Thuganomics" by John Cena (March 27, 2003 - March 10, 2005; also used on April 5, 2009; on the occasion of WrestleMania 25; March 12, 2012; for the "John Cena Rap vs The Rock Concert" of WrestleMania 35)
  - "My Time is Now" by John Cena and Tha Trademarc (from March 17, 2005-present)
  - "We Are One" by the 12 Stones (3 October 2010 - 21 November 2010; used as a member of the Nexus)

## 수상 경력
- UPW 헤비웨이트 챔피언 (1회)
- OVW 헤비웨이트 챔피언 (1회)
- OVW 사우던 태그팀 챔피언 (1회) - 리코 콘스탄티노
- 퓨드 오브 더 이열 (2006) vs 에지
- 퓨드 오브 더 이열 (2011) vs 씨엠 펑크
- 매치 오브 더 이열 (2007) vs 숀 마이클스 온 Raw
- 매치 오브 더 이열 (2011) vs 씨엠 펑크 엑트 WWE 머니 인 더 뱅크 2011
- 매치 오브 더 이열 (2013) vs 다니엘 브라이언 엑트 WWE 썸머슬램 2013
- 매치 오브 더 이열 (2014) vs 브레이 와이어트 인 어 라스트 맨 스탠딩 매치 엑트 WWE 페이백 2014
- 매치 오브 더 이열 (2016) vs 에이제이 스타일스 엑트 WWE 썸머슬램 2016
- 모스트 임푸르드 레슬러 오브 더 이열 (2003)
- 모스트 파펼러 레슬러 오브 더 데케이드 (2001-2009)
- 모스트 파펼러 레슬러 오브 더 이열 (2004, 2005, 2007, 2012)
- 레슬러 오브 더 이열 (2006, 2007)
- 랭크드 넘버 1 오브 더 탑 500 싱글즈 레슬링 인 더 PWI 500 인 2006, 2007 언드 2013
- 무하머드 알리 레거시 어워즈 (2018)
- WWE 챔피언 (14회)
- WWE 월드 헤비웨이트 챔피언 (구 버전) (3회)
- WWE 유나이티드 스테이츠 챔피언 (5회)
- WWE 태그팀 챔피언 (구 버전) (2회) - 데이비드 오퉁가 (1회), 더 미즈 (1회)
- 월드 태그팀 챔피언 (구 버전) (2회) - 숀 마이클스 (1회), 바티스타 (1회)
- WWE 머니 인 더 뱅크 (2012)
- 로얄 럼블 (2008, 2013)
- 슬래미 어워즈 (10회)
  - 게임 체인저 오브 더 이열 (2011) - 더 락
  - 히어로 인 올 어브 어스 (2015)
  - 홀리 무브 오브 더 이열 (2010) - 센딩 버티스타 쓰루 더 스테이지 위드 안 에디튜드 어드저스트먼트
  - 인설트 오브 더 이열 (2012) - 돌프 지글러 언드 비키 게레로 유어 디 이그잭트 오우피피오우에사이티이 원 엔조이즈 이팅 어 랏 어브 넛스 언드 디 어더 이즈 스틸 트라이잉 투 파인드 히즈
  - 키스 오브 더 이열 (2012) - 에이제이 리
  - 매치 오브 더 이열 (2013, 2014) - vs 더 락 포어 더 WWE 챔피언 엑트 WWE 레슬매니아 29, 팀 시나 vs 팀 어쏠리티 WWE 서바이버 시리즈 2014
  - 슈퍼스타 오브 더 이열 (2009, 2010, 2012)
- 베스트 박스 오퍼스 드로 (2007)
- 베스트 기믹 (2007)
- 베스트 온 인터뷰스 (2007)
- 퓨드 오브 더 이열 (2011) vs 씨엠 펑크
- 매치 오브 더 이열 (2011) vs 씨엠 펑크 엑트 WWE 머니 인 더 뱅크 2011 온 2011년 7월 17일
- 모스트 캐어리즈매틱 (2006-2010)
- 모스트 캐어리즈매틱 오브 더 테케이드 (2001-2009)
- 레슬러 오브 더 이열 (2007, 2010)
- 워스트 퓨드 오브 더 이열 (2012) vs 케인
- 워스트 워크 매치 오브 더 이열 (2012) vs 존 로리나이티스 엑트 WWE 오버 더 리밋 2012
- 워스트 워크 매치 오브 더 이열 (2014) vs 브레이 와이어트 엑트 WWE 익스트림 룰즈 2014
- 레슬링 옵저버 뉴스레터 헬 오브 페임 (2012)